# Battaglia di Modena (1799)
La battaglia di Modena del 12 giugno 1799 fu uno scontro avvenuto tra l'esercito repubblicano francese comandato da Jacques Macdonald e la divisione del generale austriaco Federico Francesco Saverio di Hohenzollern-Hechingen nel contesto della campagna militare del generale Suvorov in Italia, durante la guerra della Seconda coalizione.
Il generale MacDonald, al comando dell'Armata di Napoli, stava risalendo la penisola italiana per congiungere le proprie forze a quelle del generale Moreau ed affrontare in seguito l'esercito austro-russo. Nel corso del viaggio, nei pressi di Modena, le due forze si incontrarono: gli austriaci, impreparati, furono sconfitti dalle superiori forze repubblicane.

## Contesto storico
L'Italia era diventata nuovamente terreno di scontri tra le forze repubblicane francesi e le altre potenze europee. L'esercito francese in Italia, dopo un inconcludente scontro a Verona, era stato ripetutamente sconfitto dagli eserciti di Paul Kray e Aleksandr Suvorov a Magnano e Cassano d'Adda, venendo costretto a ritirarsi in Piemonte.

## Antefatti

### L'altra armata francese in Italia

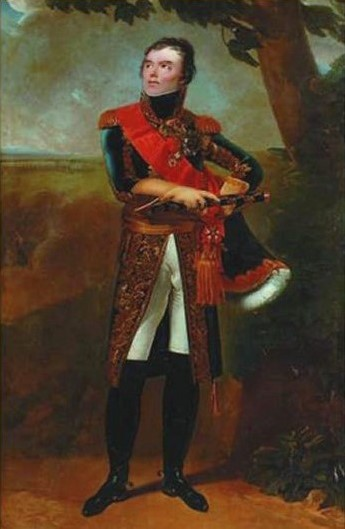
Etienne MacDonald

Il Direttorio, presa conoscenza della difficile condizione delle armate francesi in Italia, aveva chiesto al generale MacDonald, che l'anno precedente aveva invaso e conquistato il Sud Italia, di raggruppare le truppe francesi sparse lungo la penisola e di venire in soccorso di Moreau. I due eserciti uniti avrebbero poi dovuto affrontare e sconfiggere Suvorov in una battaglia decisiva. Per non perdere completamente il controllo dei territori appena liberati dal dominio borbonico, MacDonald lasciò parte dei suoi uomini a guarnigione di alcune città strategiche mentre risaliva gli Appennini verso la Pianura Padana.
Era convinzione del generale francese che lo scontro tra i due eserciti repubblicani e quello della coalizione dovesse avvenire nei pressi di Voghera: le forze francesi occupavano ancora le piazzeforti di Alessandria e Tortona ed inoltre era piuttosto semplice entrare in pianura passando per le valli del Taro e della Trebbia. Per quanto sarebbe stato più sicuro risalire la penisola e raggiungere Moreau passando per la Liguria, le strade della costiera di Levante non erano adatte al passaggio dell'artiglieria, inoltre, essendo gli austriaci in possesso della città di Pontremoli, avrebbero potuto scendere ed attaccare i francesi al momento del passaggio. Considerata la larghezza ridotta delle strade liguri, l'esercito di MacDonald sarebbe stato costretto a marciare in una lunga e stretta colonna, divenendo particolarmente vulnerabile. Pertanto, l'unica opzione possibile era passare per l'Emilia Romagna, territorio fortemente presidiato dalle truppe imperiali. Per ovviare a questo problema, Moreau inviò la divisione di Victor sul confine tra Toscana e Liguria per rafforzare l'esercito di MacDonald. Inoltre, scegliendo questa seconda strada, avrebbe potuto raccogliere le divisioni di Gauthier e Montrichard nel suo esercito.

### MacDonald risale la penisola

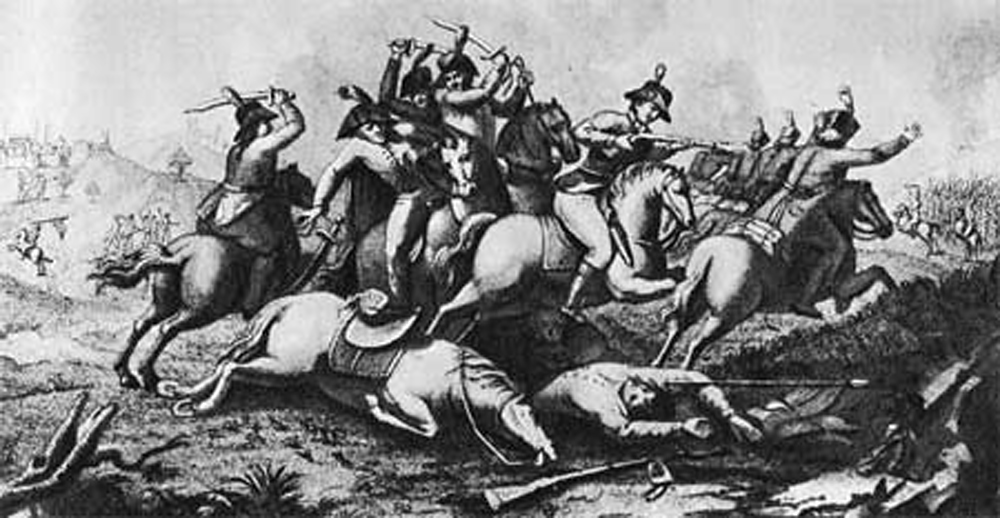
Battaglia di Rigutino, aretini e francesi si scontrano

MacDonald aveva lasciato la città di Roma il 21 maggio. Per raggiungere la Trebbia in un mese, i suoi uomini avrebbero dovuto marciare per circa 40 km al giorno sotto al sole cocente e pessime strade. Nel mentre, la rivolta piemontese impediva ai corrieri di portare notizie dell'arma di Moreau.
Il compito assegnato a MacDonald, di per sé gravoso, su reso ancora più complicato dalla popolazione locale, ostile all'ennesimo passaggio delle truppe repubblicane. Più volte gli uomini dell'Armata di Napoli furono costretti a farsi strada con la forza tra cittadini italiani armati a sbarrare loro la strada. L'esercito di MacDonald viaggiava in due colonne separate: la prima, comandata da egli stesso, risaliva la penisola passando per una strada costiera, portando con sé i bagagli pesanti e le artiglierie, mentre alla loro destra, costeggiando gli Appennini, vi erano gli uomini di Olivier. Questi ultimi furono costretti numerose volte a scontrarsi con milizie armate per poter passare, come ad esempio a San Germano e ad Isola, paesi non risparmiate da successivi saccheggi e violenze. Superati Lazio e Umbria, incapparono in delle nuove sollevazioni a Cortona e ad Arezzo, ampiamente sostenute dalla nobiltà locale e dal clero. Questi invocavano a gran voce il ritorno del precedente regime e acclamavano le vittorie alleate sui francesi. Sebbene non vi furono scontri nelle due città, l'agitazione dei locali riportò in auge la causa del Granduca di Toscana: quando un gruppo di soldati polacchi, provenienti da Perugia, stava passando tra le valli della Toscana, venne aggredito da bande di contadini armati e miliziani, subendo diverse perdite.

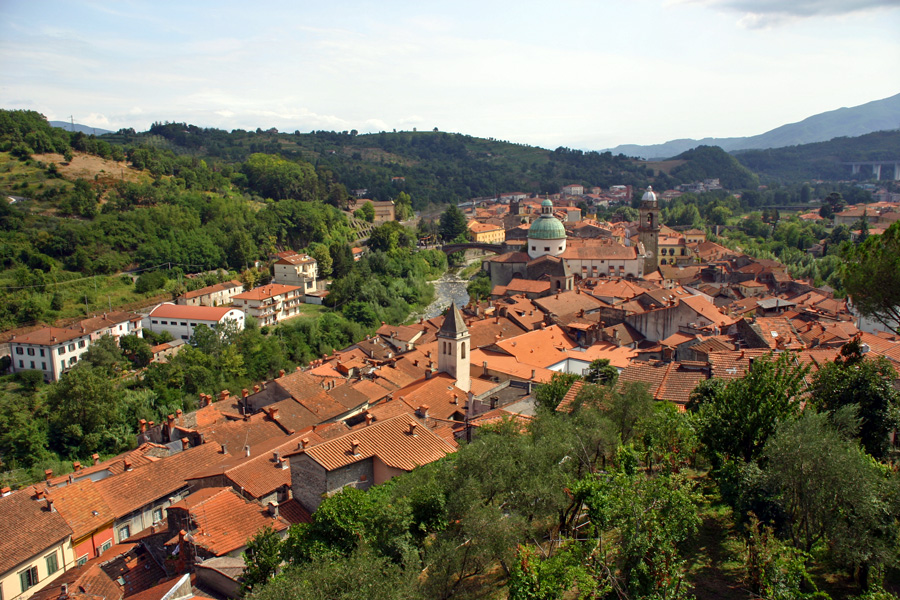
Vista di Pontremoli

La Romagna era saldamente in possesso austriaco: Klenau sorvegliava la zona di Ferrara e di Bologna, Hohenzollern era a Modena e Ott presso gli Appennini. Più in generale, le truppe della coalizione era frazionate e sparse sull'intera larghezza della pianura: se MacDonald e Moreau si fossero coordinati meglio, con due eserciti concentrati, avrebbero potuto facilmente avere ragione della varie divisioni e mettere in seria difficoltà gli alleati. A dimostrazione di questo vi era la facilità con cui MacDonald era riuscito a passare gli Appennini, presidiati da forze imperiali: alle prime voci dell'arrivo dei francesi e alla vista delle colonne di polvere della cavalleria polacca, la guarnigione di Pontremoli era fuggita, abbandonando del tutto il presidio. Né la popolazione locale né le forze della guarnigioni alleate era sufficienti a contrastare l'Armata di Napoli.
Arrivato a Firenze il 26 maggio, MacDonald apprese dell'arrivo della divisione di Victor in suo aiuto. Seppe inoltre da un viaggiatore che nella pianura a destra del Po, le truppe austriache erano presenti ma sparpagliate. Il generale decise che era necessario attaccarle e disperderle, in modo da aprire la via per Piacenza. Il 4 giugno l'esercito francese lasciò la città. La situazione nei giorni seguenti era questa: Victor aveva già marciato sulla costiera di Levante ed aveva quasi raggiunto MacDonald, accampandosi a Fornuovo; l'ala sinistra dell'Armata di Napoli, affidata a Dambrovski, si muoveva verso la valle del Taro; il centro di MacDonald, dove era concentrato il grosso delle truppe, si era incamminato sulla strada che partita da Pistoia e superava gli Appennini, aveva raggiunto Sassuolo e si stava rapidamente avvicinando a Modena mentre la destra di Montrichard era diretta verso Bologna.

### La posizione critica degli alleati
La lunga serie di vittorie conseguite dagli alleati aveva, in modo quasi paradossale, creato una debolezza tra le loro file, inizialmente ignorata dal maresciallo russo. La guarnigione francese di Mantova costringeva una parte del suo esercito a mantenere la città sotto un pesante blocco; la maggior parte delle sue forze erano concentrate in Piemonte per contrastare le truppe di Moreau ed il resto era impegnato a tenere sotto controllo i vari territori conquistati. Questo creava una zona larga diverse centinaia di chilometri dove le sue truppe dovevano operare simultaneamente. Il territorio occupato era eccessivamente grande per essere coperto da un solo esercito concentrato, ergo più distaccamenti dovevano agire in maniera indipendente separati l'uno dall'altro. Fino a che l'unico avversario di cui dovevano tenere conto era Moreau, non c'era un reale problema: il corpo principale dell'esercito di Suvorov era sufficiente per respingere le iniziative francesi e proteggere le retrovie e le linee di comunicazione delle forze alleate. L'arrivo di MacDonald, forse giunto prima di quanto previsto dal maresciallo russo, frantumava la strategia adottata dalle forze imperiali: l'Armata di Napoli, rinforzata dalle forze di Victor, era abbastanza numerosa da riuscire a neutralizzare ogni divisione russa o austriaca rimasta isolata. Se tutto fosse proseguito a favore dei francesi, questi avrebbero potuto liberare l'intero lato meridionale della Pianura Padana, allentare la morsa nemica su Tortona e Torino e, dopo aver attraversato il Po, puntare a Mantova, per poi ricacciare le forze alleate in Tirolo o in Svizzera.

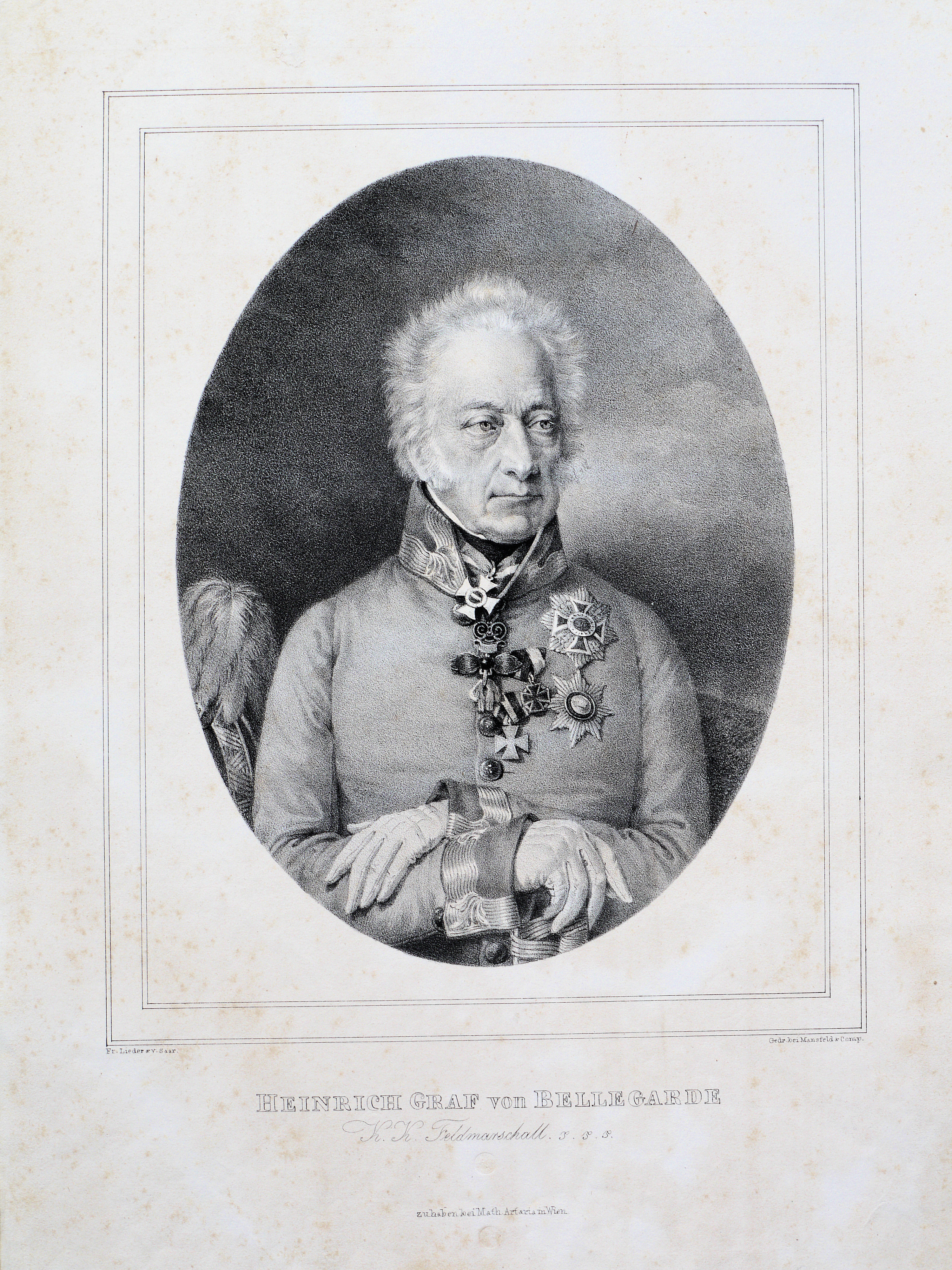
Heinrich Johann Bellegarde

In risposta all'avanzata francese, Kray rafforzò la sua posizione a Mantova, concentrando circa 10000 uomini a protezione della città, che ancora tratteneva al suo interno una cospicua guarnigione francese sotto assedio. Una parte di questi uomini poi fu ridiretta oltre il Po, per rinforzare le divisioni alleate in Emilia Romagna. L'attacco principale di MacDonald era rivolto contro Hohenzollern, così Klenau cercò di avvicinarsi per coprire il suo fianco destro. I francesi, per ovviare a tale manovra, si divisero in modo che Montrichard potesse direttamente contrastare Klenau e Victor potesse fare lo stesso con Ott sull'altro lato mentre il centro di MacDonald avanzava verso il proprio bersaglio. Suvorov, appresa della minaccia posta da MacDonald, comprese l'errore commesso nel frazionare in maniera eccessiva il proprio esercito e si preparò ad affrontare il generale francese venuto da Napoli: marciò velocemente dal Piemonte verso Piacenza, nella speranza di arrivare prima che i tre generali austriaci lasciati in Emilia fossero distrutti dall'esercito francese. Contemporaneamente, un gruppo di rinforzi, al comando del generale Bellegarde, era stato dirottato dalla Svizzera per giungere in supporto alle armate impegnate in Italia. Giunse il 5 giugno a Milano e in breve tempo arrivò a Tortona. Questi rinforzi dovevano proseguire l'assedio e coprire le spalle a Suvorov durante la sua marcia verso Piacenza.

## La battaglia
I primi scontri tra le forze di MacDonald e Hohenzollern avvennero il 10 giugno: alcune forze di fanteria leggera dei due eserciti si vennero ad incontrare nei pressi del fiume Panaro. I repubblicani caricano le forze imperiali, respingendole. In seguito, essendo avanzati troppo senza alcuna copertura, i francesi furono contrattaccati dalla cavalleria austriaca sui fianchi e costretti a battere in ritirata, subendo consistenti perdite.
Il giorno seguente furono le forze di Olivier e Rusca al centro dell'attenzione: il loro compito era di creare un'apertura e separare le forze di Ott da quelle di Hohenzollern. La cavalleria repubblicana, guidata dal colonnello Forest, guidò in avanti i francesi nelle prime fasi dello scontro, respingendo efficacemente le forze austriache. A cambiare le sorti della battaglia fu l'intervento del battaglione Preiss, comandato dal colonnello Wedenfels: il reggimento caricò alla baionetta, fermando la carica della cavalleria e costringendo il resto dei francesi a retrocedere. Sassuolo rimase in mano austriaca.
Sebbene inferiori in numero, le forze austriache stavano ostacolando il passaggio di MacDonald. Il 12 giugno, il generale francese cambiò strategia: piuttosto di un attacco frontale, fece avanzare la sua ala sinistra tramite Reggio, in modo che si trovasse esattamente tra le forze di Ott e quelle di Hohenzollern, e nello stesso modo fece con la destra, che dopo aver attraversato il Panaro, impediva i collegamenti tra le forze di Klenau e le altre divisioni austriache. Il suo corpo principale avanzò invece su Modena. L'operazione iniziò alle sei del mattino, ma fu sospesa fino alle dieci, per permettere la coordinazione con le retrovie. L'operazione fu resa più semplice dal posizionamento delle truppe di Ott, sparse nella pianura e non concentrate vicino alla divisione di Hohenzollern. I combattimenti durarono ore e furono particolarmente intensi: numerose furono le cariche di cavalleria ed altrettante le occasioni in cui i due schieramenti si videro costretti all'uso della baionetta. La strategia di MacDonald, comunque, stava dando i suoi frutti: le truppe di Ott erano state efficacemente separate da quelle di Hohenzollern e la strada che portava a Reggio era saldamente in mano repubblicana. L'accerchiamento sarebbe perfettamente riuscito se Montrichard avesse riportato una vittoria sul lato destro, ma Klenau riuscì a sconfiggere le forze francesi provenienti da Bologna in un primo momento e a ripetersi con quelle di Forte Urbano. Trovata quindi una via di fuga nella strada per Mirandola, Hohenzollern riuscì ad evadere dalla manovra avvolgente di MacDonald e a fuggire, seppur con perdite ingenti.

## Conseguenze
Le perdite francesi furono contenute, circa 600 uomini in tutto sui tre fronti. Tra i feriti vi era lo stesso MacDonald, coinvolto in uno scontro di cavalleria con un gruppo di cacciatori e tra i morti il valoroso Forest, distintosi nei giorni precedenti al comando della cavalleria leggera. Per gli austriaci, le perdite furono molto più consistenti: 1200 tra morti e feriti, circa, e oltre 1500 prigionieri. Furono i battaglioni Preiss ed il reggimento Klebeck a soffrire maggiormente, dopo essersi distinti in battaglia per valore e coraggio.
Hohenzollern, non ritenendo più sicura la sponda destra del Po, fece costruire un ponte di barche e raggiunse Mantova, unendosi alle forze di Kray. Klenau, invece, si spostò con buon ordine fino alle porte di Ferrara, città da cui era partito, preparandosi ad un assalto da parte delle forze di MacDonald.

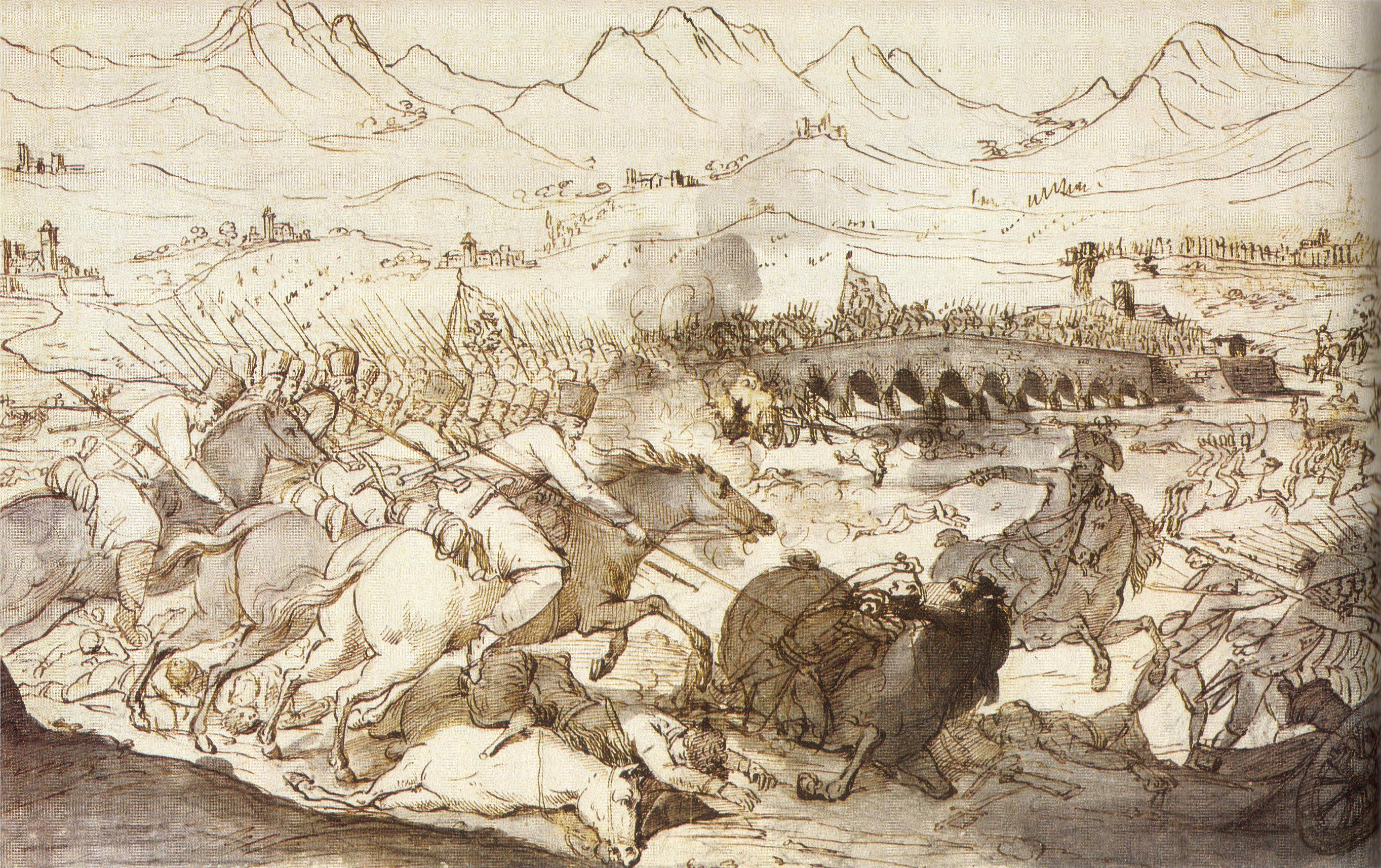
Battaglia della Trebbia

Rapidamente Modena venne liberata dalle truppe francesi; lo scrittore Ugo Foscolo venne liberato dalla prigione dove si trovava in seguito all'arresto subito il 30 maggio 1799 a Bazzano e da lì condotto nelle carceri modenesi. MacDonald lasciò la divisione di Olivier nelle vicinanze di Modena e marciò il giorno successivo su Reggio, dove fu raggiunto dal generale Dambrowsky, che giunse da Vezano. Montrichard ricevette l'ordine di recarsi tra Carpi e Correggio, di osservare Mirandola e di tenere Kray bloccato davanti a Mantova, dandogli l'impressione che l'esercito di Napoli stesse prendendo quella direzione. MacDonald si avviò immediatamente verso ovest, proseguendo con il piano originale di ricongiungersi a Moreau. Nel giro di pochi giorni i due vennero a scontrarsi sulla Trebbia.
In questa occasione, MacDonald forse peccò di lucidità: le forze di Kray dinnanzi a Mantova non erano numericamente in grado di sostenere una battaglia contro il sue esercito, anzi, il generale austriaco aveva già fatto spostare l'artiglieria pesante a Verona, per evitare che cadesse in mano nemica. Se avesse deciso di attraversare il Po e liberare Mantova, avrebbe messo Suvorov in una posizione molto complicata da gestire: con le forze di Moreau da un lato, intente a bloccare i valichi verso la Francia e verso la Liguria e pronte ad rioccupare il Piemonte, e le forze di MacDonald in Lombardia, ulteriormente rafforzate dalla guarnigione di Mantova e prive di alcuna reale opposizione, il generale russo avrebbe necessariamente dovuto sacrificare una delle due regioni, permettendo alle forze repubblicane di guadagnare tempo e terreno prezioso.